# Ain't It Funky Now
"Ain't it Funky Now" é um funk instrumental de James Brown. Lançado como single de duas partes em 1969, a canção alcançou o número 3 da parada R&B e número 24 da parada Pop. Ambas as partes da gravação aparecem no álbum de 1970 Ain't It Funky.
Uma versão ao vivo de "Ain't It Funky Now" foi incluída no álbum Love Power Peace (1992; gravado em 1971).